# بين ديفيس (مصور سينمائي)
بين ديفيس (بالإنجليزية: Ben Davis)‏ هو مصور سينمائي بريطاني، ولد في 1961 في لندن في المملكة المتحدة.

## وصلات خارجية
- الموقع الرسمي
- بين ديفيس على موقع IMDb (الإنجليزية)
- بين ديفيس على موقع ألو سيني (الفرنسية)
- بين ديفيس على موقع أول موفي (الإنجليزية)
- بين ديفيس على موقع قاعدة بيانات الأفلام السويدية (السويدية)
- بين ديفيس على موقع قاعدة بيانات الفيلم (الإنجليزية)
- بين ديفيس على موقع كينوبويسك (الروسية)